# Kakamigahara
Kakamigahara (jap. 各務原市, -shi) ist eine Großstadt in der japanischen Präfektur Gifu.

## Geschichte
Die Stadt wurde am 1. April 1963 durch die Fusion der vier Gemeinden Naka, Inaha, Unuma und Sohara zur neuen Stadt Kakamigahara gegründet.

## Geographie
Kakamigahara liegt östlich von Gifu und nördlich von Nagoya.
Der Fluss Kiso durchfließt die Stadt von Südosten nach Südwesten.

## Verkehr
Kakamigahara ist über die Tōkai-Hokuriku-Autobahn von Ichinomiya nach Oyabe erreichbar, ebenso über die Nationalstraße 21 zwischen Mizunami und Maibara.
Die Stadt wird durch zwei Bahnstrecken in West-Ost-Richtung erschlossen, die Takayama-Hauptlinie von Gifu über Unuma nach Toyama sowie die Meitetsu Kakamigahara-Linie von Meitetsu Gifu nach Shin-Unuma. Die Meitetsu Inuyama-Linie bietet von Shin-Unuma einen Anschluss nach Süden über Inuyama bis nach Nagoya.

## Einrichtungen
In Kakamigahara liegt die Gifu Air Base, ein Militärflugplatz der japanischen Luftselbstverteidigungsstreitkräfte, der 1917 eröffnet wurde. Von 1945 bis 1958 wurde er von den Amerikanern benutzt. Nördlich des Flugplatzes liegt eine Flugzeugfabrik von Kawasaki Heavy Industries(川崎重工業), südlich davon das Luftfahrtmuseum Kakamigahara.

## Söhne und Töchter der Stadt
- Mutō Kabun (1926–2009), Politiker

## Städtepartnerschaften
- Tsuruga, Japan, seit 1989
- Chuncheon, Südkorea, seit 2003

## Weblinks

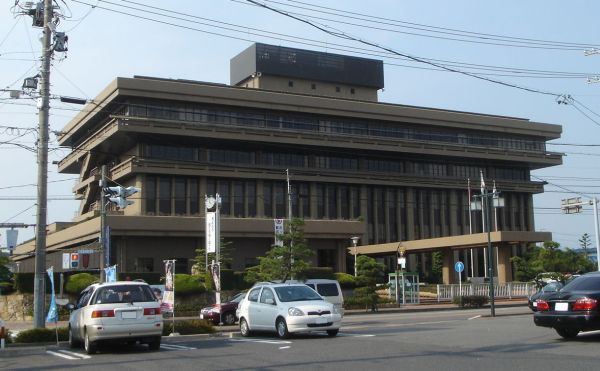
Rathaus von Kakamigahara

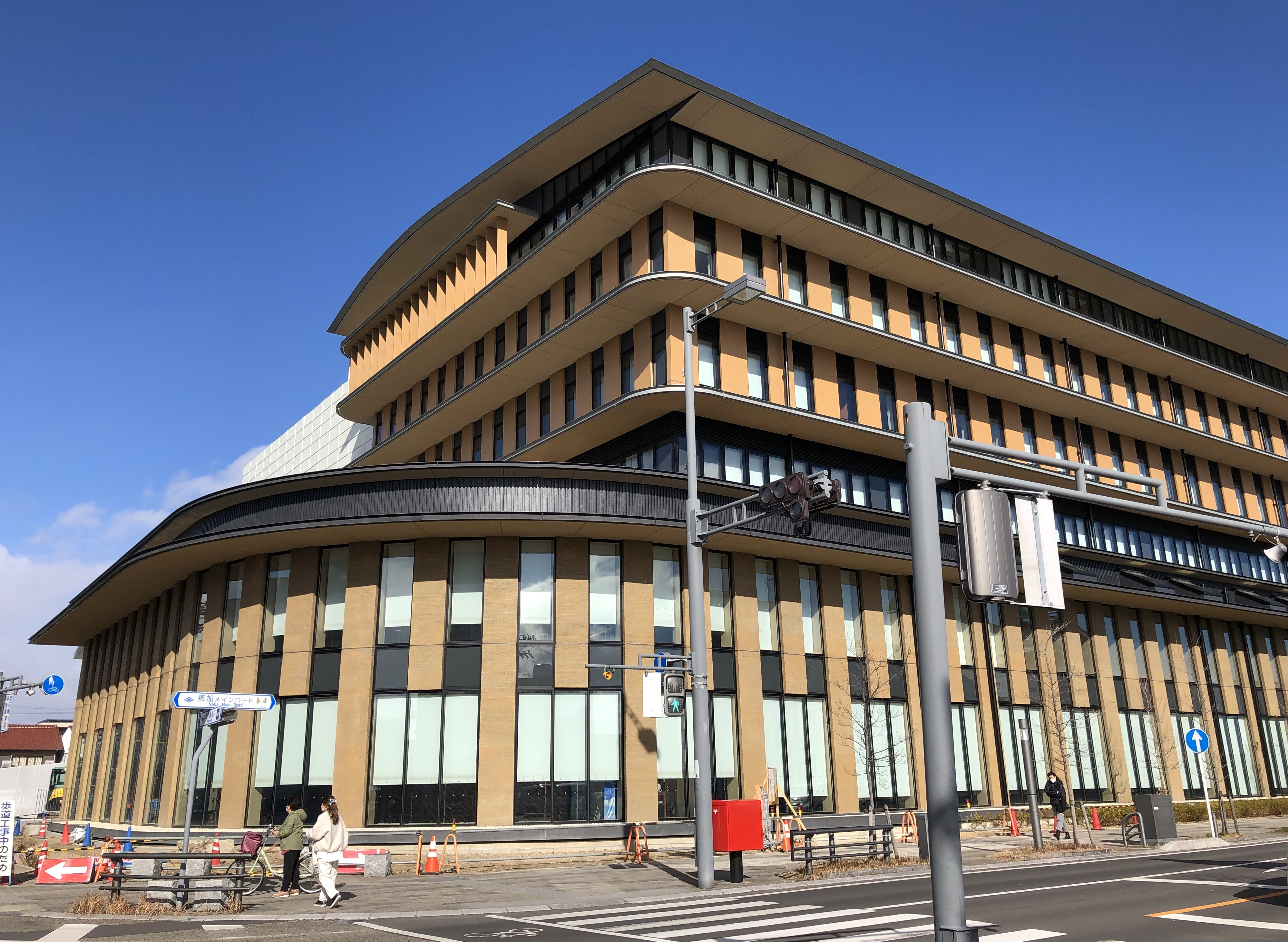
Rathaus von Kakamigahara

## Angrenzende Städte und Gemeinden
- Präfektur Gifu
  - Gifu
  - Seki
  - Ginan
  - Kasamatsu
  - Sakahogi
- Präfektur Aichi
  - Inuyama
  - Kōnan
  - Ichinomiya
  - Fusō